# Cejas (Comerío)
Cejas es un barrio ubicado en el municipio de Comerío en el estado libre asociado de Puerto Rico. En el Censo de 2010 tenía una población de 829 habitantes y una densidad poblacional de 254,03 personas por km².

## Geografía
Cejas se encuentra ubicado en las coordenadas 18°12′32″N 66°11′22″O / 18.20889, -66.18944. Según la Oficina del Censo de los Estados Unidos, Cejas tiene una superficie total de 3.26 km², que corresponden a tierra firme.

## Demografía
Según el censo de 2010, había 829 personas residiendo en Cejas. La densidad de población era de 254,03 hab./km². De los 829 habitantes, Cejas estaba compuesto por el 72.62% blancos, el 5.19% eran afroamericanos, el 0.48% eran amerindios, el 0.12% eran asiáticos, el 11.22% eran de otras razas y el 10.37% pertenecían a dos o más razas. Del total de la población el 99.76% eran hispanos o latinos de cualquier raza.